# Underneath the Stars (bài hát)
"Underneath the Stars" là một bài hát của ca sĩ kiêm nhạc sĩ người Mỹ Mariah Carey. Bản tình ca này được viết và sản xuất bởi Carey và Walter Afanasieff, cho album thứ năm của cô Daydream (1995). Nó được phát hành ngày 5 tháng 4 năm 1996 bởi Columbia Records, như là đĩa đơn thứ 6 và cuối cùng của album và cũng là đĩa mặt B cho "Forever" tại Úc. Bài hát chịu ảnh hưởng của giai điệu R&B, dòng nhạc mà cá nhân Carey thích nhất, kết hợp cùng với âm điệu nhẹ nhàng và mang xu hướng retro, các nhà phê bình âm nhạc cũng đã có những so sánh cô với giọng hát tiền nhiệm, Minnie Riperton.
"Underneath the Stars" phát hành giới hạn tại Mỹ, và thất bại trong việc xuất hiện trên bảng xếp hạng US Billboard Hot 100. Tuy nhiên, nó đã đứng tại vị trí thứ 69 trên bảng xếp hạng Hot R&B/Hip-Hop Songs. Bài hát này theo như đánh giá của giới phê bình là một trong những bài hát hay nhất của Daydream. Một video âm nhạc cho "Underneath the Stars" đã được quay ở Châu Âu, nhưng vẫn không được phát hành.
Bài hát được biểu diễn xuyên suốt Daydream World Tour và trong đêm nhạc Tokyo Dome sau đó được đưa vào DVD giới hạn "Mariah Carey Live In Japan."

## Bối cảnh
Xuyên suốt năm 1993, Carey bắt đầu lên ý tưởng cho Music Box, sau đó trở thành album bán chạy nhất trong sự nghiệp của nữ ca sĩ. Đối với hai album trước đó, sự sáng tạo của Carey phải chịu kiểm soát nặng nề đến từ hãng đĩa của mình Columbia Records, cũng như từ người chồng kiêm giám đốc công ty, Tommy Mottola. Những nỗ lực trước đó của cô, Emotions (1991), tìm lại những ảnh hưởng âm nhạc của các thập niên 1950s, 60s, và nhạc balldad 70s, gospel, R&B và soul, tuy nhiên đã thất bại trong việc tạo dựng thành công tương tự như album đầu tay. Xuất phát từ thành tích thương mại nghèo nàn của Emotions, hãng Columbia đã định hướng cho Music Box trở thành phương tiện thúc đẩy lượt nghe radio airplay cực lớn cho từng đĩa đơn một. Album được định hình theo chất liệu nhạc pop, và đi theo xu hướng triệt để hơn tất cả những gì mà  Emotions đã làm được. Music Box bán được 32 triệu bản trên toàn thế giới, và chiếm một vị trí trong danh sách những album bán chạy nhất mọi thời đại. Từ những thành công đó, Columbia đã cho phép Carey được quyền kiểm soát nhiều hơn chất nhạc mà cô thu âm cho Daydream (1995).
Trước khi Carey tìm ra hướng đi mà mình muốn áp đặt cho album, cô đã hình thành nên ý tưởng và giai điệu cho  "Underneath the Stars," và nhận ra rằng nó sẽ phù hợp với album bất chấp âm thanh của bài hát sẽ như thế nào. Như vậy,  "Underneath the Stars" đã trở thành bài hát đầu tiên mà Carey viết và thu âm cho album, đồng thời cũng xem như là sự tri ân cho dòng nhạc đã gắn liền với sự trưởng thành của bản thân, cũng như giọng ca truyền cảm hứng, Minnie Riperton. "Underneath the Stars" cuối cùng được chọn làm đĩa đơn thứ 6 cho album, được phát hành ngày 5 tháng 4 năm 1996 thông qua Columbia Records. Ở Úc, bài hát là đĩa B-side cho, "Forever" (1996).

## Tranh luận
Xuyên suốt năm 1998 Carey bắt đầu lựa chọn các bài hát cho album tổng hợp đầu tiên của mình #1's. Album này, cùng với "Underneath the Stars" và "Breakdown", đã dẫn đến một cuộc tranh chấp công khai giữa cô với Columbia Records. Carey muốn đưa hai bài hát này vào album, và cho rằng những bản thu vĩ đại nhất phải phản ánh thông qua những bài hát ưa thích nhất cũng như mang tính cá nhân nhất của cô, chứ không phải những bài hát bán chạy nhất. Về phía ngược lại, Sony muốn phát hành một album với toàn bộ những bài hát đạt quán quân trên bảng xếp hạng Hoa Kỳ, tránh đưa vào những chất liệu mới. Kèm theo 13 bài hát #1, Carey thu âm thêm bốn bài mới. Cô cảm thấy rằng nếu không thêm vào bất cứ thứ mới mẻ nào thì chẳng khác gì lừa dối người hâm mộ. Trong khi thỏa hiệp, Carey thường xuyên bày tỏ thái độ bất mãn trước sự lựa chọn các bài hát cho album, bởi vì đã gạt bỏ những bài hát ưa thích nhất của mình.
Với lý do này, Sony đặt tên album là  #1's, vì Carey cảm thấy cần thiết để truyền tải nội dung thực sự của nó, một bộ sưu tập những bài hát đạt vị trí số 1. Tháng 12 năm 2001, Columbia phát hành album Greatest Hits, bao gồm các bài hát quán quân của Carey cùng với những bài hát mà cô cho rằng "cần được nghe thực sự", như là "Underneath the Stars" và "Forever." Trong một cuộc phỏng vấn với MTV, Carey đã có một vài phát biểu liên quan đến album này "Có rất nhiều bài hát mà tôi cảm thấy hạnh phúc khi chúng được đưa ra ánh sáng. Tôi nghĩ rằng mọi người sẽ thích Greatest Hits vì nó chứa những bài hát không cần thiết để phát hành single."

## Biên soạn
"Underneath the Stars" bật lên âm hưởng của nhạc soul những năm 70s, cùng với việc sử dụng chừng mực âm thanh của Rhodes piano, cũng như âm giả thanh điện tử, để làm cho bài hát mang giai điệu cổ điển một cách chân thật nhất. Bài hát là sự kết hợp việc sử dụng giọng kép của Carey, trong đó cô hát một bản bằng quãng thấp, sau đó âm mạnh dần và chạm đến nốt cao nhất bằng khoảng âm cao hơn bao phủ. Carey cảm nhận những sự bổ sung là những bước đi đơn giản để đưa đến xa hơn sự thể hiện một khía cạnh R&B đương đại, đồng thời bày tỏ lòng tôn kính đến phong cách của Minnie Riperton, giọng ca thần tượng thuở nhỏ của Mariah Carey. Theo lời của tác giả Chris Nickson, bài hát có âm thanh mềm dịu và có "rất nhiều cấu trúc" cùng với âm trầm, cho thấy một khía cạnh đầy tính sáng tạo của Carey. Trong những phê bình cho Daydream, Stephen Holden của The New York Times mô tả âm kép và lyric của bài hát: "'Underneath the Stars,' nơi mà tất cả các âm giọng của Carey, đạt đến sự liên kết dung hòa tương đồng giữa lời ca và tiếng hát bện chặt vào nhau khi cô hát: "Beautifully and bittersweetly / You were fading into me."

## Đón nhận
Trong khi không được phát hành thương mại, "Underneath the Stars" được tán dương hết lời, trở thành bản thu được đánh giá cao nhất của album, cùng với những khen ngợi đến từ giới phê bình âm nhạc dành cho giọng hát và cách phối nhạc của bài hát. Rolling Stone nói rằng, "Afanasieff đã đồng sáng tác một trong những giai điệu mạnh mẽ nhất của mình, một 'Underneath the Stars' ngọt ngào và đàn hồi." Chris Nickson, tác giả của Mariah Carey Revisited: Her Story (1998), nói rằng bài hát giống như  "một bản slow jam tiết tấu mạnh được phát hành trong những năm 90s, và nó mang lại nhiều cảm xúc đêm muộn cùng với những vũ công". Chris Dickinson của St. Louis Post-Dispatch gọi bài hát là một trong những sáng tác xuất sắc nhất của Carey, ông viết "nó dễ dàng khơi gợi lên một sự khoái lạc mơ hồ uể oải bằng những âm trầm rộn ràng và âm giả thanh điện tử." Cây bút Christopher John Farley của Time mô tả "Underneath the Stars" "tuyệt diệu và bồi hồi hạnh phúc" trong khi Cheo H. Coker gọi bài hát "bùng nổ nhưng tinh tế." Bài hát được phát hành với số lượng hạn chế tại Hoa Kỳ, và trụ hạng yếu ớt trên bảng xếp hạng  Billboard Hot R&B/Hip-Hop Songs, đạt được vị trí 69.

## Video âm nhạc và trình diễn trực tiếp
Ngày 11 tháng 2 năm 2012, Carey tiết lộ thông qua tài khoản Twitter rằng video cho bài hát thực chất đã được tiến hành quay. Quá trình chế tác diễn ra ở Hà Lan, Anh và Pháp; tuy nhiên cô nói rằng nó "sẽ không bao giờ được tung ra và tôi không biết nó đang ở đâu nữa !." Do được phát hành giới hạn và diễn biến trên các bảng xếp hạng, "Underneath the Stars" chỉ duy nhất được biểu diễn trong suốt Daydream World Tour (1996). Trong một chương trình diễn ra tại Nhật Bản, Carey xếp bài hát ở vị trí thứ 10 trong danh sách trình diễn. Đứng trên sân khấu với một bộ đầm đen dài, Carey tâm sự với khán giả về quá trình sáng tạo bài hát trước khi biểu diễn nó. Màn trình diễn trực tiếp từ  Tokyo Dome vào ngày 7 tháng 3 năm 1996 đã được ghi lại và phát hành thông qua một DVD hiếm mang tên "Mariah Carey Live In Japan." Bài hát được Carey biểu diễn gần đây nhất vào tháng tư năm 2012 ở Áo, tháng năm ở Ma-rốc. Cô cũng thường xuyên hát chay một đoạn của bài hát mỗi khi dừng quay để chuyển bài trong các buổi biểu diễn. Lần gần đây nhất, bài hát được biểu diễn tại Lễ hội Jazz 2017 ở Dubai.

## Định dạng
- CD single[22] and 12" Vinyl[23]

1. "Underneath the Stars" — 3:33
2. "Underneath the Stars" (Drifiting Re-Mix) — 4:00
3. "Underneath the Stars" (Drifiting Re-Mix W/O Rap) — 4:00

- AUS CD single

1. "Forever" — 4:01
2. "Underneath The Stars" — 3:33
3. "Forever" (Live) — 4:12
4. "Make It Happen" (Live) — 4:43

## Xếp hạng
| Chart (1996)                           | Peak position |
| -------------------------------------- | ------------- |
| Hoa Kỳ R&B/Hip-Hop Airplay (Billboard) | 69            |